# Sarah Ourahmoune
Sarah Ourahmoune (ur. 21 stycznia 1982 w Sèvres)  – francuska pięściarka, wicemistrzyni olimpijska, mistrzyni świata oraz medalistka mistrzostw Europy amatorek w wadze papierowej (49 kg) i muszej (51 kg).

## Kariera
Pierwszy tytuł międzynarodowy Ourahmoune zdobywa w 2008 podczas mistrzostw świata w Ningbo. Mimo przegranej w finale z Chinką Chen Ying, złoty medal zostaje przyznany Francuzce po pozytywnym wyniku testu anty-dopingowego Chen Ying.
W 2016 roku bierze udział w Mistrzostwach Świata w boksie kobiet w Astanie i dochodzi do półfinału w wadze muszej, w którym przegrywa w Tajką Peamwilai Laopeam. Zdobywa tym samym brązowy medal, który jest równoznaczny kwalifikacji olimpijskiej.
Na Letnich Igrzyskach Olimpijskich 2016 w Rio de Janeiro zdobyła srebrny medal, przegrywając w finale z Nicolą Adams.